# Rebeka Koha
Rebeka Koha (ur. 19 maja 1998 w Windawie) – łotewska sztangistka.

## Dzieciństwo
Jej ojciec Gvido Kohs uprawiał trójbój siłowy. W dzieciństwie uczyła się gry na fortepianie, a także trenowała koszykówkę i hokej. Sport zaczęła trenować w wieku siedmiu lat, natomiast podnoszenie ciężarów w wieku dwunastu lat. Jej pierwszym trenerem był Ulvis Bērzons.

## Kariera
W 2011 zajęła 8. miejsce na juniorskich mistrzostwach Europy w wadze do 44 kg, w 2012 była 3. na juniorskich mistrzostwach Europy w tej samej wadze i 4. na juniorskich mistrzostwach świata w tej samej kategorii, a w 2013 uplasowała się na 3. miejscu na mistrzostwach Europy juniorów w wadze do 48 kg oraz 6. na juniorskich mistrzostwach świata w wadze do 44 kg. W 2014 została brązową medalistką igrzysk olimpijskich młodzieży w wadze do 48 kg z wynikiem 165 kg i srebrną medalistką młodzieżowych mistrzostw Europy w wadze do 53 kg, a także zajęła 7. miejsce na mistrzostwach Europy w wadze do 48 kg, 4. na młodzieżowych mistrzostwach świata w tej samej wadze i 22. na mistrzostwach świata w wadze do 53 kg. W 2015 wygrała młodzieżowe i juniorskie mistrzostwa Europy w wadze do 53 kg, a także została wicemistrzynią świata juniorek w tej samej wadze, była 6. na młodzieżowych mistrzostwach świata w wadze do 53 kg i 10. na mistrzostwach świata w tej samej wadze. W 2016 została brązową medalistką mistrzostw Europy w wadze do 53 kg, ustanawiając wynikiem 198 kg (90+108) rekord Łotwy, a także zajęła 4. miejsce na młodzieżowych mistrzostwach świata w tej samej wadze z wynikiem 195 kg (92+103). W tym samym roku wystartowała na igrzyskach olimpijskich w wadze do 53 kg i zakończyła rywalizację na 4. pozycji z wynikiem 197 kg (90+107). W 2017 została wicemistrzynią Europy w wadze do 58 kg z wynikiem 213 kg (95+118), a także zdobyła brązowy medal mistrzostw świata w tej samej wadze.
W 2018 została mistrzynią Europy w wadze do 58 kg z wynikiem 220 kg (100+120) oraz wywalczyła brązowy medal mistrzostw świata w wadze do 59 kg, ustanawiając wynikiem 227 kg (103+124) juniorski rekord świata w tej kategorii wagowej. W 2019 ponownie została mistrzynią Europy w wadze do 59 kg z wynikiem 221 kg (101+120).
Jej trenerem był Eduards Andruškevičs.
Na początku 2023 wróciła do rywalizacji jako reprezentantka Kataru, wygrywając zawody w ramach Pucharu Kataru.
Jest aktualną (stan na 12 maja 2021) rekordzistką Łotwy w rwaniu, podrzucie i dwuboju w kategoriach wagowych do 59 (103+124=227, Aszchabad, 4 listopada 2018) i 64 kg (104+123=227, Windawa, 7 marca 2020) oraz młodzieżową rekordzistką świata w podrzucie i dwuboju w wadze do 59 kg.

## Życie prywatne
Absolwentka liceum nr 6 w Windawie, studentka Uniwersytetu Stradiņša w Rydze. Posługuje się językiem łotewskim, angielskim i rosyjskim. Jej idolem jest Conor McGregor. W wolnym czasie zajmuje się śpiewaniem, koszykówką, tenisem i boksem. Interesuje się także pływaniem i muzyką.
W maju 2020 roku ogłosiła zaręczyny z katarskim lekkoatletą Moaazem Mohamedem Ibrahimem, a dwa miesiące później, 26 lipca, przeszła na islam i niedługo później zakończyła karierę. W sierpniu 2020 roku zmieniła imię na Rebeka Salsabil i oficjalnie zmieniła wyznanie. 9 października 2020 roku wzięła ślub, a w marcu 2021 roku poinformowała, że jest w ciąży. W 2022 roku urodziła córkę, Nailę.